# 泰倫巴赫河
50°44′25.26″N 7°8′13.27″E / 50.7403500°N 7.1370194°E
泰倫巴赫河（德語：Thelenbach），是德國的河流，位於該國西部，處於北萊茵-威斯特法倫州，屬於萊茵河的支流，河道全長1.3公里，流域面積0.4平方公里。